# ولادیمیر بارانوف-روسین
ولادیمیر بارانوف-روسین (روسی: Владимир Давидович Баранов-Россине؛ ۱ ژانویهٔ ۱۸۸۸ – ۱ ژانویهٔ ۱۹۴۴) نقاش، هنرمند، و مجسمه‌ساز اهل امپراتوری روسیه بود.